# John Norton
John Kelley Norton, född 16 april 1893 i Santa Clara, Kalifornien, död 28 december 1979 i New York, var en amerikansk friidrottare.
Norton blev olympisk silvermedaljör på 400 meter häck vid sommarspelen 1920 i Antwerpen.